# Yang Junjing
Yang Junjing (Zhengzhou, 15 maggio 1989) è una pallavolista cinese.
Gioca nel ruolo di centrale nel Bayi Shenzhen Nuzi Paiqiu Dui.

## Carriera
La carriera di Yang Junjing inizia quando nel 2001, dopo aver giocato per due anni a livello scolastico, entra a far parte del Nanjing Volleyball, col quale inizia la carriera professionistica, debuttando in Volleyball League A appena dodicenne.
Dopo la chiusura del club, si trasferisce al Bayi Nuzi Paiqiu Dui nella stagione 2010-11, piazzandosi al quinto posto in campionato; nell'estate del 2011 fa il suo esordio nella nazionale cinese in occasione del Montreux Volley Masters, dove vince la medaglia di bronzo, per poi aggiudicarsi la medaglia d'oro al campionato asiatico e oceaniano, dove viene premiata come miglior muro del torneo, e un altro bronzo alla Coppa del Mondo.
Nella stagione seguente ottiene un quarto posto in campionato, mentre con la nazionale vince la medaglia d'argento alla Coppa asiatica 2012, per poi partecipare ai Giochi della XXX Olimpiade di Londra. Dopo il quinto posto nel campionato 2012-13, è ancora una volta con la nazionale che ottiene i risultati miglior, centrando il secondo posto al World Grand Prix.
Dopo aver giocato in prestito al Guangdong Hengda Nuzi Paiqiu Julebu per la sola Coppa del Mondo per club, per poi fare ritorno al Bayi Nuzi Paiqiu Dui nella stagione 2013-14, dove si classifica al terzo posto e viene premiata come miglior centrale del campionato; con la nazionale vince l'argento al campionato mondiale 2014, ricevendo un altro premio di miglior centrale. Nella stagione seguente, oltre al premio di miglior centrale, si aggiudica il primo scudetto della propria carriera; con la nazionale invece, nel 2015, vince la medaglia d'oro al campionato asiatico e oceaniano e alla Coppa del Mondo.

## Palmarès

### Club
- Campionato cinese: 1

2014-15

### Nazionale (competizioni minori)
- Montreux Volley Masters 2011
- Coppa asiatica 2012
- Montreux Volley Masters 2016

### Premi individuali
- 2011 - Campionato asiatico e oceaniano: Miglior muro
- 2014 - Volleyball League A cinese: Miglior centrale
- 2014 - Campionato mondiale: Miglior centrale
- 2015 - Volleyball League A cinese: Miglior centrale